# مارسيل فان دي كيير
مارسيل فان دي كيير (مواليد 27 أبريل 1931) هو ملاكم بلجيكي، مثّل بلاده في الألعاب الأولمبية الصيفية 1952.

## روابط خارجية
مارسيل فان دي كيير على موقع أوليمبيديا (الإنجليزية)